# Виртуальный свет
«Виртуальный свет» — научно-фантастический роман Уильяма Гибсона, написанный в 1993 году, первая часть из его второй «Трилогии моста», описывающая антиутопичное будущее мира после научно-технического прогресса. Роман номинировался на премии «Хьюго» (1994) и «Локус» (1994). Роман назван так из-за ключевой технологии, вокруг которой развёртываются основные действия — очков дополненной реальности, называемых в романе «виртуальным светом». Следующие произведения цикла: «Идору» (1996) и «Все вечеринки завтрашнего дня» (1999).

## Сюжет
Антиутопический будущий 2006 год. Мировое сообщество преследуют различные проблемы социального, политического, экономического и экологического характера. Многие крупные страны (СССР, Канада) развалились на несколько небольших независимых государств. В различных регионах мира проходят военные конфликты за передел сфер влияния. США находятся в упадке, штаты де-факто становятся независимыми от федерального центра. Но на фоне всеобщего упадка научный прогресс всё равно не останавливается. Было изобретено лекарство от «чумы XX века» СПИДа, появились передовые технологии наносборки.
Действие романа происходит в неблагополучном бывшем штате Калифорния, ныне разделённом на Северную и Южную Калифорнию, в Сан-Франциско. Героиня романа, Шеветта Вашингтон, живёт на остовах разрушенного землетрясением моста между городом и Оклендом. Мост оказался никому не нужен — после землетрясения не нашлось средств его восстанавливать, а спустя несколько лет европейцы с помощью наносборок построили подводный туннель взамен моста. Теперь же мост заселён бедняками, мелкими преступниками и бродягами. Шеветта живёт у старожила Скиннера, поселившегося на мосту с начала самозахвата, и работает в городе велокурьером. Однажды она становится случайным гостем вечеринки, на которой крадёт странные солнечные очки у неприятного типа.
Параллельно с этим развивается история Берри Райделла, бывшего полицейского, а теперь сотрудника частной охранной организации. Реагируя на вызов о захвате заложников в доме клиента, Райделл превышает полномочия и оказывается в «неправильном месте в неправильное время» — громкий скандал, который последовал вслед за вторжением на территорию клиента, был подстроен некой хакерской группой «Держава желаний» с целью компрометации клиента. Райделла увольняют из охранников. Оказавшись без средств к существованию, он берётся за предложение своего бывшего начальника. Частному детективу Люциусу Уорбеби нужен помощник-водитель для расследования одного деликатного дела — поиск каких-то очень важных солнечных очков. В своей новой должности он встречает русских иммигрантов Шитова (в оригинале — Свободова) и Орловского, работающих в полиции и занимающихся расследованием дела зверски убитого курьера, у которого были похищены очки. Люциус объявляет, что убийцей курьера является Шеветта.
Следы приводят сыщиков на мост. Встретившись с Шеветтой, Райделл понимает, что его обманывали. Появляется новая сила — профессиональный охотник за головами Лавлесс, который также выслеживает местонахождение очков. В решающий момент Райделл принимает решение объединиться с Шеветтой, чтобы разобраться, почему всем важны эти очки. Выясняется, что очки являются очками «виртуального света», в которых находится информация по перепроектированию разрушенного Сан-Франциско.
Лавлесс захватывает беглецов и заставляет свернуть в заброшенный молл на пути в Лос-Анджелес. Шеветта незаметно подсыпает ему в напиток наркотик, и он рассказывает оставшуюся часть плана. Он должен был опекать курьера с очками. Однако они были украдены, и Лавлессу приказали курьера устранить. Настоящими владельцами очков оказались богатые колумбийские инвесторы, бывшие владельцы наркокартелей, переключившиеся на более легальные хранилища данных и экспертные системы. На них же работают и русские полицейские, и Люциус Уорбеби. Согласно замыслу инвесторов, Сан-Франциско должен быть полностью перестроен. Так как цены на земли города вследствие непривлекательности низки, неизвестные инвесторы планируют скупить их за бесценок, а затем после застройки получать огромный доход от сдачи аренды. Проект «Санфлауэр» настолько секретен, что влиятельная группа готова устранить всех случайных свидетелей, посвящённых в планы будущей застройки.
Шеветте и Райделлу удаётся бежать от подверженного наркотикам Лавлесса. Райделл решается обратиться в «Державу желаний». Члены «Державы» не заинтересованы в перестройке города и соглашаются помочь. Райделл договаривается с Уорбеби и русскими полицейскими на встречу, на которой всех арестовывают силы полицейского спецназа. Шеветта и Райделл благополучно выпутываются благодаря связям на телевидении. Проект «Санфлауэр», преданный широкой огласке, оказывается нереализованным.